# الحاخام الأكبر لمدينة القدس
الحاخام الأكبر للقدس هو منصب ديني يهودي أُنشأ منذ قرون، وكان يشغله في الأصل أحد أعضاء الطائفة السفاردية، شغل موسى جالانت منصب ريشون لتسيون، وهو اللقب المستخدم منذ بداية القرن السابع عشر للإشارة إلى الحاخام الرئيسي للقدس.[بحاجة لمصدر] في عام 1878، عينت الطائفة الأشكنازية ممثلاً لها، ومنذ ذلك الحين، أصبح للقدس حاخامان رئيسيان، يمثل كل منهما طائفته.
منذ قيام دولة إسرائيل، تشمل وظيفة الحاخام الرئيسي تمثيل المدينة في الاجتماعات الدبلوماسية رفيعة المستوى والاحتفالات الهامة، يمكن شغل هذا المنصب حتى سن 75 عاماً ولكن يمكن تمديده حتى سن 80 عاماً.

## التمثيل الأشكناز الرسمي

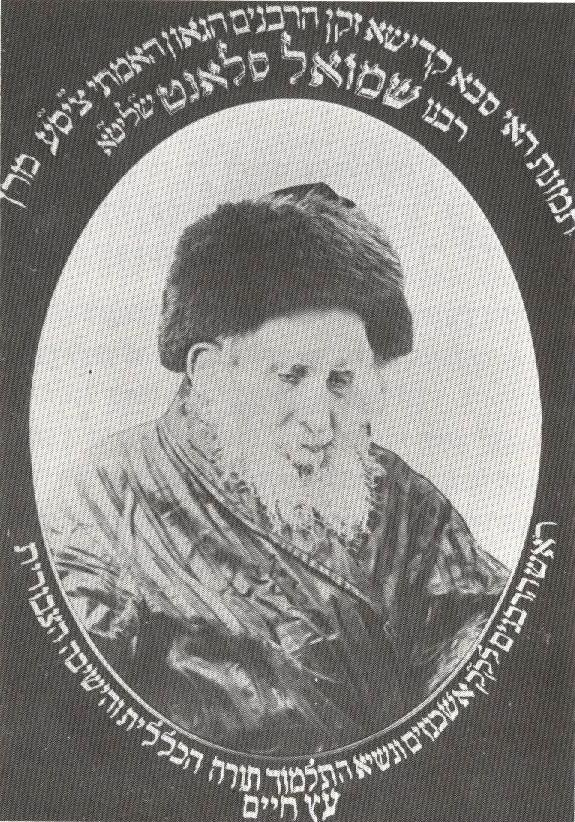
الحاخام شموئيل سالانت

على الرغم من وجود محكمة حاخامية أو "بيت دين" بالعبريَّة، غير رسمية لليهود الأشكناز في القدس منذ عام 1837 وكان زوندل سالانت على رأسها، إلا أنه لم يكن حتى عام 1841 عندما افتتح صهره، شموئيل سالانت، محكمة حاخامية مناسبة في غرفة في كنيس الخراب، في عام 1860، عين سالانت مئير أورباخ ليحل محله في منصب الحاخام الرئيسي. عند وفاته عام 1878، عاد المنصب إلى سالانت الذي شغله حتى وفاته عام 1909. من خلال جهوده بعد أن استعاد منصبه عام 1878، تمكن سالانت من الحصول على الكرامات التي كانت تمنحها الحكومة العثمانية سابقاً للسفارديم فقط، وللأشكناز أيضاً، حيث أصبح أول حاخام رسمي أشكنازي في القدس. 
في مطلع القرن العشرين، اقترب سالانت المسن من يوسف حاييم زوننفيلد لمساعدته، لكنه رفض العرض.[بحاجة لمصدر] في عام 1898 تم إرسال خطاب إلى حاييم أوزر جرودزينسكي من فيلنا يطلب نصيحته في هذا الشأن. أدى ذلك إلى تعيين إلياهو ديفيد رابينوفيتش تيوميم في عام 1901 كحاخام رئيسي. ومع ذلك، توفي رابينوفيتش-تيوميم قبله عام 1905 عن عمر يناهز 62 عامًا. وبعد أربع سنوات، توفي سالانت عن عمر يناهز 93 عامًا، وتولى المنصب حاييم برلين من موسكو، ابن نتسيف . توفيت برلين بعد 3 سنوات في عام 1912. مع استمرار رفض Zonnenfeld قبول العرض واختيار مرشح آخر، يتسحاق يروشام ديسكين، للبقاء مديرًا لدار أيتام ديسكين ، كان المنصب شاغراً.

## العملية الانتخابية الحالية

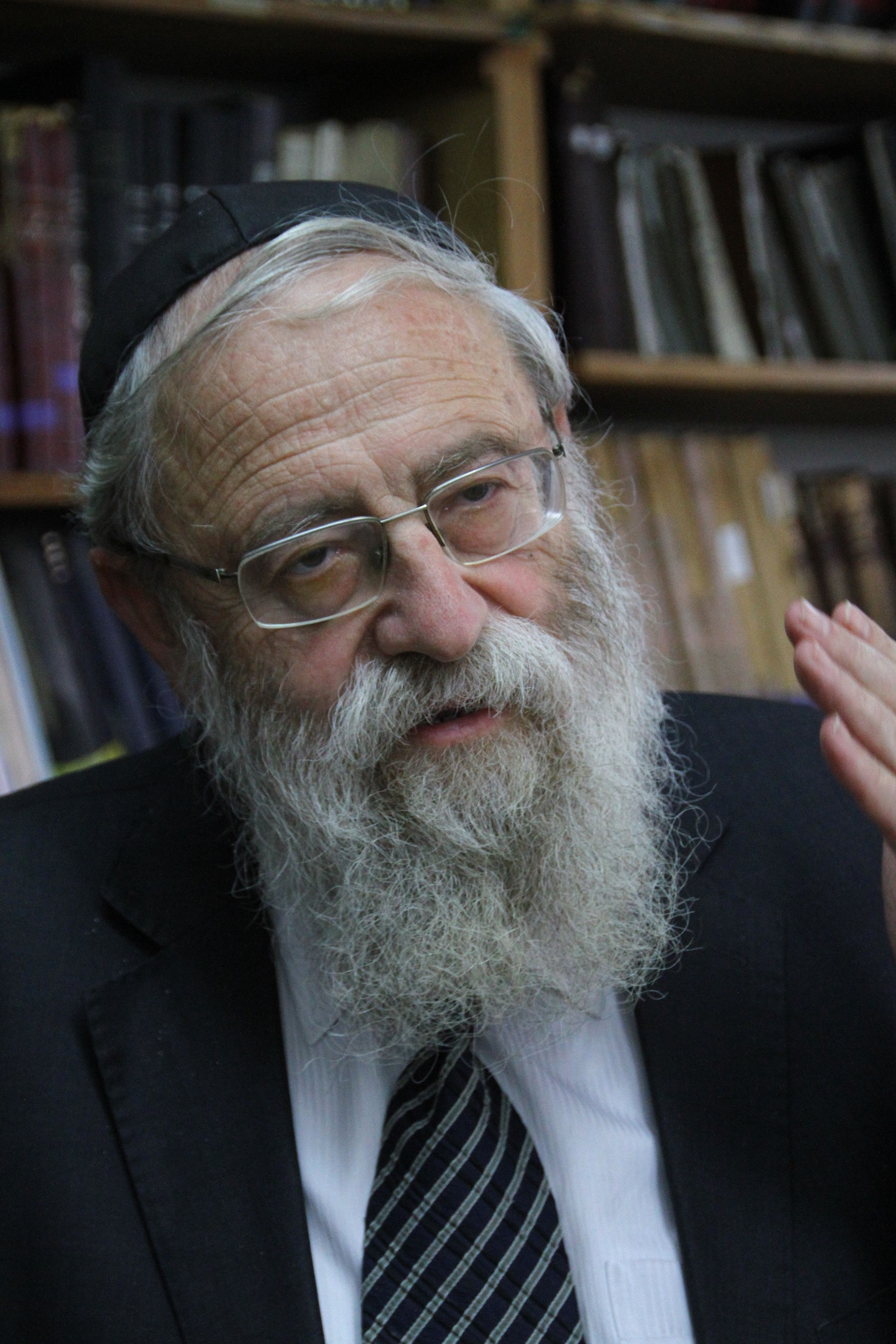
الحاخام أرييه شتيرن

في الفترة 2003-2014 لم يكن هناك حاخام رئيسي للقدس، وأثبتت العملية الانتخابية أنها مثيرة للجدل، وكان هناك خلاف حول العملية التي أدت إلى إنشاء هيئة مكونة من 24 رجلاً تمثل المعابد اليهودية في القدس. ويمثل هذا نصف الهيئة الانتخابية المكونة من 48 شخصاً المسؤولة عن اختيار الحاخامين. وفي الوقت الحاضر، تتكون الهيئة المكونة من 24 عضوًا من 19 ممثلًا للحريديم وخمسة صهاينة متدينين. 
أسفر التصويت عن انتخاب الحاخام أرييه شتيرن بأغلبية 27 من أصل 48 ممثلاً عن المعابد اليهودية ومجالس المدينة والناخبين الذين عينهم رئيس الوزراء الإسرائيلي حينها نفتالي بينيت. وكان قد انتخب مرشحاً عن قطاع الصهيونية الدينية في انتخابات عام 2009. كان رئيس بلدية القدس نير بركات ضد تعيين اثنين من كبار الحاخامات الحريديم وأراد أن ينتمي أحد الحاخامات المنتخبين إلى التيار الصهيوني الديني في اليهودية. وذكر أن "الحاخام الأكبر له دور مهم كممثل للمدينة ومواطنيها. ويجب أن يكون شخصية منخرطة في القضايا المرتبطة بجميع شرائح سكان المدينة وأن يفهم احتياجات جميع السكان الذين يتلقون الخدمات الدينية". "من المناسب أن يتم اختيار كبار حاخامات العاصمة بطريقة ديمقراطية تعكس السكان. لذلك، أنا أدفع من أجل إنشاء هيئة انتخابية... تمثل التركيبة الحقيقية للسكان اليهود في القدس: ثلثان من عامة السكان، وثلث من الحريديين."  واقترح آخرون أن ينتخب مواطنو القدس الحاخامات بأنفسهم.  عند انتخابه، قال الحاخام شتيرن: "إنني أعتزم أن أكون حاخامًا لجميع المقدسيين: العلمانيين، والأرثوذكس المعاصرين، والخاريديين على حدٍ سواء. إن حاخامية القدس هي ميزة كبيرة، ولكنها تنطوي أيضًا على مسؤولية كبيرة. سأحرص على أن تصبح الخدمات الدينية سهلة المنال وودية، وستكون بمثابة نموذج متميز لجميع الحاخامات الآخرين في إسرائيل".